# Дума Ігор Валерійович
Дума Ігор Валерійович (27 жовтня 1991, с. Котелянка, Полонський район, Хмельницька область — 7 червня 2023, поблизу села Вищетарасівка, Дніпропетровська область) — український військовослужбовець, учасник російсько-української війни.

## Життєпис
Народився 27 жовтня 1991 року в селі Котелянка Полонський району Хмельницької області.
Навчався у Котелянській ЗОШ І-ІІІ ступенів та здобув неповну середню освіту.
Закінчив 9 класів. Навчався в Понінківському професійному ліцеї.
З 2017 року працював в СВК «Зоря».
13 лютого 2023 року був призваний до лав ЗСУ.
Був кулеметником першої стрілецької роти військової частини А 4886.
Загинув 7 червня 2023 року в районі населеного пункту Вищетарасівка Дніпропетровської області.